# Langholm (Skotland)
 For alternative betydninger, se Langholm. (Se også artikler, som begynder med Langholm)
Langholm (med kaldenavnet Muckle Toon) er en by i Dumfries and Galloway i Skotland.
Byen voksede op omkring tekstilindustrien, men er i dag mest kendt som fødestedet for Hugh MacDiarmid, en af det 20. århundredes største skotske digtere.
55°9′7.2″N 2°59′56.4″V / 55.152000°N 2.999000°V
- Wikimedia Commons har flere filer relateret til Langholm (Skotland)